# Vogošća
Vogošća är en ort i Bosnien och Hercegovina.   Den ligger i entiteten Federationen Bosnien och Hercegovina, i den centrala delen av landet, 6 km norr om huvudstaden Sarajevo. Vogošća ligger 509 meter över havet och antalet invånare är 8 180.
Terrängen runt Vogošća är huvudsakligen kuperad, men åt sydväst är den platt. Runt Vogošća är det ganska tätbefolkat, med 93 invånare per kvadratkilometer.. Närmaste större samhälle är Sarajevo, 6,0 km söder om Vogošća. 
Omgivningarna runt Vogošća är en mosaik av jordbruksmark och naturlig växtlighet.